# Hertzsprung (cratera)
Hertzsprung é uma enorme cratera de impacto lunar, ou bacia de impacto, localizada no lado oculto da Lua, além da parte ocidental. Em dimensão, esta formação é maior do que várias das áreas de mar lunar no lado visível. Encontra-se na margem noroeste do raio de explosão da bacia de impacto Mare Orientale. As crateras próximas incluem Michelson na borda nordeste, Vavilov na borda oeste e Lucretius a sudeste.
A borda externa de Hertzsprung foi danificada e modificada por vários impactos notáveis (mencionados acima) e várias crateras menores. Uma cadeia de pequenas crateras, denominada Catena Lucretius, começa na borda externa sudeste e prossegue em direção oeste-noroeste até se conectar com o perímetro da bacia interna. Essa área interna é menos áspera que o anel externo do piso e é cercada por uma faixa circular de cumes. O perímetro interno também é perfurado por várias crateras, incluindo Hertzsprung D ao longo da porção leste e Hertzsprung S no lado oeste. Tampouco o interior da bacia interna está livre de impactos, incluindo K, H, X e L, listados na tabela abaixo. 
No centro da bacia há uma concentração de massa (mascon), ou alta gravitacional. O mascon foi identificado pela primeira vez pelo rastreamento Doppler da espaçonave Lunar Prospector. 

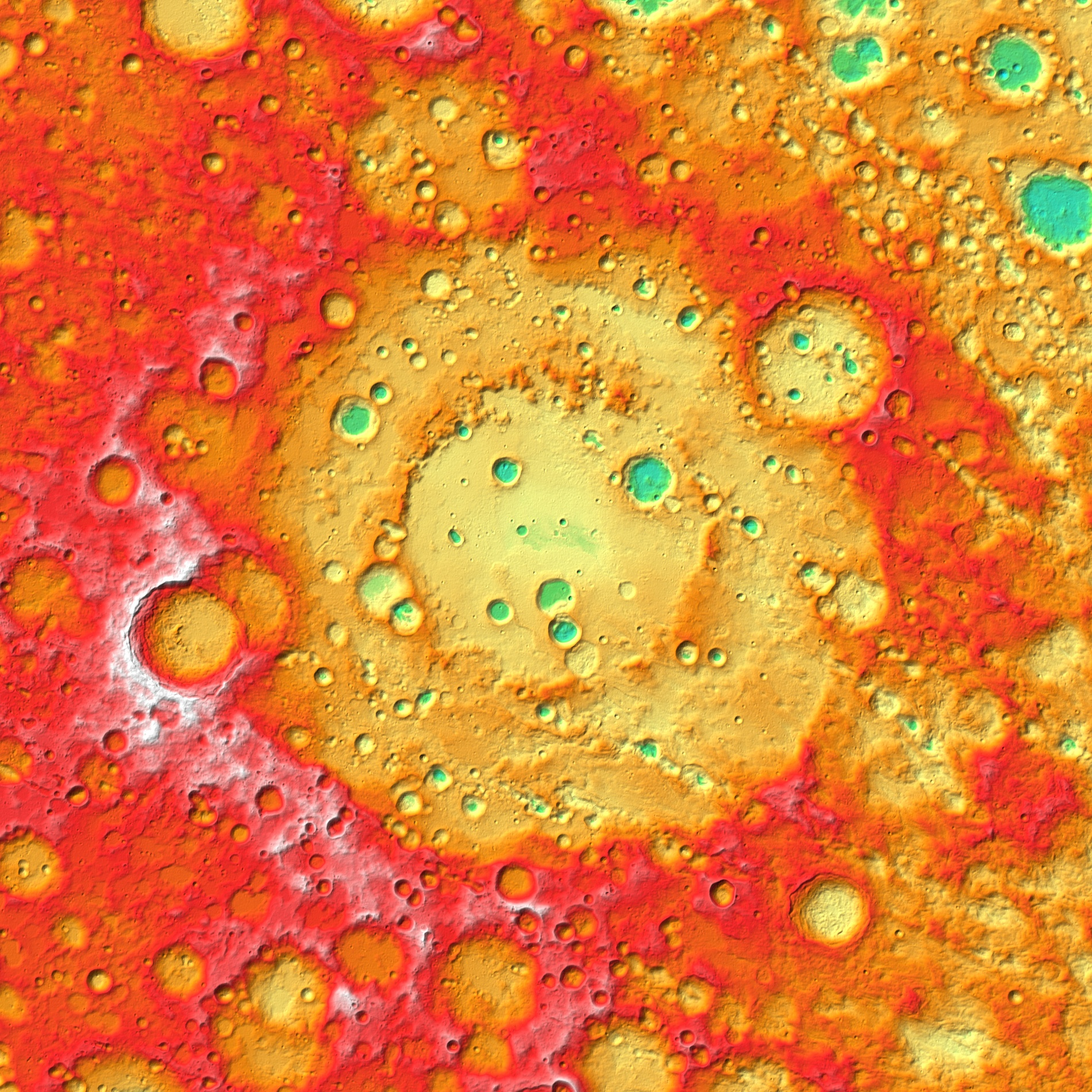
Mapa topográfico

O equador da Lua passa por essa formação, localizando-se ao sul do ponto médio e cortando a bacia central.
Seu nome se deve ao seu descobridor, o astrônomo e químico dinamarquês Ejnar Hertzsprung.

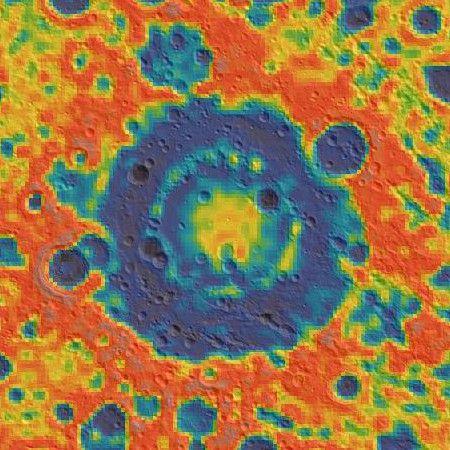
Mapa gravitacional baseado no GRAIL.

## Crateras Satélites
Por convenção, essas características são identificadas nos mapas lunares, colocando a letra no lado do ponto médio da cratera que está mais próximo de Hertzsprung. 
| Hertzsprung | Coordenadas     | Diâmetro(km) |
| ----------- | --------------- | ------------ |
| D           | 3.43°N 126.20°W | 48           |
| H           | 1.26°S 125.15°W | 20           |
| K           | 0.67°S 128.48°W | 27           |
| L           | 0.22°N 128.70°W | 35           |
| M           | 7.55°S 129.79°W | 36           |
| P           | 0.14°S 130.24°W | 22           |
| R           | 0.27°S 132.80°W | 30           |
| S           | 0.45°N 133.40°W | 49           |
| V           | 5.07°N 134.17°W | 40           |
| X           | 3.68°N 130.08°W | 24           |
| Y           | 8.77°N 131.99°W | 25           |